# Shykhly
Shykhly è un comune dell'Azerbaigian situato nel distretto di Şabran.